# Pegomya agarici
Pegomya agarici är en tvåvingeart som beskrevs av Griffiths 1984. Pegomya agarici ingår i släktet Pegomya och familjen blomsterflugor.
Artens utbredningsområde är Alberta. Inga underarter finns listade i Catalogue of Life.